# Predsjednik Egipta
Predsjednik Egipta je osoba koja obnaša funkciju šefa vlade Egipta od proglašenja Egipta republikom 18. lipnja 1953. pa do danas.
Republika Egipat je nasljednica Egipatskog kraljevstva čiji zadnji kralj je smijenjen godinu dana prije. Zajedno sa Sirijom, Egipat tvori 1958. zajedničku državu Ujedinjenu Arapsku Republiku čija oba predsjednika su bila iz Egipta. Sirija izlazi iz ove države već 1961. a Egipat mijenja naziv tek 1971. u Arapska Republika Egipat.

## Popis egipatskih predsjednika
| Slika                           | Ime                                            | Rođen-preminuo | Početak mandata                             | Kraj mandata                             | Stranka                                        |
| ------------------------------- | ---------------------------------------------- | -------------- | ------------------------------------------- | ---------------------------------------- | ---------------------------------------------- |
| Republika Egipat                |                                                |                |                                             |                                          |                                                |
|                                 | Muhammad Naguib(predsjednik)                   | 1901. – 1984.  | 18. lipnja 1953.                            | 14. listopada 1954.(prisiljeni odlazak)  | Egipatske oružane snageOslobodilački skup (OS) |
|                                 | Gamal Abdel Nasser(vladajući u vojnom savjetu) | 1918. – 1970.  | 14. listopada 1954.                         | 23. lipnja 1956.                         | Narodni savez (NS)                             |
| Gamal Abdel Nasser(predsjednik) | 23. lipnja 1956.                               | 1918. – 1970.  | 1. veljače 1958.                            |                                          | Narodni savez (NS)                             |
| Ujedinjena Arapska Republika    |                                                |                |                                             |                                          |                                                |
|                                 | Gamal Abdel Nasser(predsjednik)                | 1918. – 1970.  | 1. veljače 1958.                            | Prosinac 1962.                           | NS                                             |
| Prosinac 1962.                  | Gamal Abdel Nasser(predsjednik)                | 1918. – 1970.  | 28. rujna 1970. (preminuo od srčanog udara) | Arapski socijalistički savez (ASS)       |                                                |
|                                 | Anvar el-Sadat(predsjednik)                    | 1918. – 1981.  | 28. rujna 1970.                             | 15. listopada 1970.                      | ASS                                            |
| 15. listopada 1970.             | Anvar el-Sadat(predsjednik)                    | 1918. – 1981.  | 2. rujna 1971.                              | ASS                                      |                                                |
| Arapska Republika Egipat        |                                                |                |                                             |                                          |                                                |
|                                 | Anvar el-Sadat(predsjednik)                    | 1918. – 1981.  | 2. rujna 1971.                              | 2. listopada 1978.                       | ASS                                            |
| 2. listopada 1978.              | Anvar el-Sadat(predsjednik)                    | 1918. – 1981.  | 6. listopada 1981.(ubijen u atentatu)       | Nacionaldemokratska stranka (NDS)        |                                                |
|                                 | Sufi Abu Taleb(prijelazni predsjednik)         | 1925. – 2008.  | 6. listopada 1981.                          | 14. listopada 1981.                      | NDS                                            |
|                                 | Hosni Mubarak(predsjednik)                     | 1928. – 2020.  | 14. listopada 1981.                         | 11. veljače 2011.(svrgnut u revoluciji)  | NDS                                            |
|                                 | Mohamed Mursi                                  | 1951. – 2019.  | 30. lipnja 2012.                            | 3. srpnja 2013.(svrgnut državnim udarom) | Stranka slobode i pravde (SSP)                 |